# Behaarter Knorpelbaum
Der Behaarte Knorpelbaum (Chondrodendron tomentosum), auch Grieswurzel oder Pareira genannt, ist eine Pflanzenart aus der Gattung Chondrodendron in der Familie der Mondsamengewächse (Menispermaceae). Wie die meisten Arten aus der Familie der Mondsamengewächse weist auch diese Art einen hohen Alkaloidgehalt der Wurzeln auf. Der Hauptwirkstoff ist D-Tubocurarin, das Bestandteil von Curare ist, einem toxischen, von Teilen der indigenen Bevölkerung Südamerikas genutzten Pfeilgift.

## Beschreibung

### Vegetative Merkmale
Beim Behaarten Knorpelbaum handelt es sich um eine Liane, deren fein behaarten, bis zu 10 Zentimeter dicken Sprossachsen Wuchshöhen von bis zu 30 Meter erreichen. Die relativ glatte Borke ist gräulich bis bräunlich. 
Die wechselständig angeordneten Laubblätter sind in Blattstiel und -spreite gegliedert. Der leicht feinhaarige Blattstiel weist eine Länge von 8 bis 14 cm auf. Die dreieck- oder ei- bis leicht herzförmige und ganzrandige, leicht ledrige, oberseits kahle Blattspreite ist 10 bis 20 cm lang und etwa gleich breit. Die Blattunterseite ist weißlich, wollig behaart. Die Blätter sind abgerundet bis bespitzt oder seltener eingebuchtet. Die Nervatur ist handförmig. 

### Generative Merkmale
Chondrodendron tomentosum ist zweihäusig diözisch. Die unauffälligen, sehr kleinen, eingeschlechtlichen und weißlichen, gestielten Blüten mit doppelter Blütenhülle sind in einem hängenden, rispigen oder traubigen Blütenstand angeordnet. Es sind etwa 9–16 ungleiche, mehr oder weniger behaarte oder bewimperte Kelch- und 6 Kronblätter vorhanden, die inneren 6 Kelchblätter sind einiges größer als die 6 stark reduzierten Kronblätter, die äußeren sind mehr oder weniger reduziert, deckblattartig. Es sind in den männlichen Blüten 6 kurze, an der Spitze kurz eingebogene Staubblätter und in den weiblichen 6 oberständige und freie, feinhaarige Fruchtblätter mit fast sitzenden, zungenförmigen Narben vorhanden; es können auch minimale Staminodien vorkommen. 
Die bei Reife schwarz-violetten, glänzenden, fleischigen, etwa 1,5–2,5 Zentimeter großen, eiförmigen bis ellipsoiden und fast kahlen Steinfrüchte enthalten hufeisen- bis halbmondförmige, streifige Steinkerne.

## Vorkommen
Der Behaarte Knorpelbaum ist in den westlichen Teilen Boliviens, im nördlichen Brasilien verbreitet, sowie in Peru, Ecuador, Kolumbien und bis nach Mittelamerika.

## Nutzung

### Wirkstoffe
Die enthaltenen Wirkstoffe wirken als Neurotoxin und sind als äußerst giftig (Ia) eingestuft. Der Hauptwirkstoff der Pflanze ist hierbei das D-Tubocurarin. Außerdem enthält sie Curin, Chondocurarin, Chondocurin, Cycleanin und Norcycleanin.

### Verwendung
Bei chirurgischen Eingriffen fand reines Tubocurarin als Muskelrelaxans Anwendung. Außerdem ist der Wirkstoff Bestandteil des Curare-Pfeilgiftes.

### Symptomatik
Tubocurarin entfaltet seine Wirkung nur, wenn es in den Blutkreislauf gelangt, bei einer oralen Aufnahme oder Kontakt mit der Haut ist es nahezu inaktiv. Die LD50 für verschiedene Säugetiere liegt für das Alkaloid bei 0,23–0,70 mg/kg Körpergewicht bei einer intravenösen Applikation.
Bei einer Injektion oder Verletzung mit einem entsprechend präparierten Pfeil treten Drehschwindel, Tachykardie, Hypotonie, Bronchospasmen, Schwäche, Übelkeit, Schmerzen und Fieber auf. Außerdem Durst, Lähmungen und Koma. Der Tod tritt durch Atemlähmung ein.

### Pharmakologie
Der Wirkstoff D-Tubocurarin wirkt als Antagonist an postsynaptischen Acetylcholin-Rezeptoren der motorischen Endplatte, wodurch die Wirkung als Muskelrelaxans begründet ist. Außerdem bewirkt Tubocurarin eine nichtimmunologische Histaminfreisetzung durch Mastzelldegranulation. Dieses kann Blutdruckabfall, Tachykardie, Kreislaufkollaps und Bronchospasmen verursachen.

### Erste Hilfe
Bei einer Überdosierung erfolgt die Applikation von 2 bis 3 mg Neostigmin in Kombination mit 0,5–1 mg Atropin. Dadurch wird die „cholinerge“ Wirkung des Giftes auf den Kreislauf und die Bronchien neutralisiert. Bei schweren Vergiftungen ist eine Intubation und künstliche Beatmung notwendig.